# Senachtenre Ahmose
Senachtenre Ahmose (wcześniej znany jako Senachtenre Tao I) – faraon, władca starożytnego Egiptu z XVII dynastii tebańskiej, z końca Drugiego Okresu Przejściowego. Syn Antefa VII.

## Lata panowania
Panował prawdopodobnie w latach:
- 1594-1592 p.n.e. lub
- 1559-1558 p.n.e. lub
- 1548-1545 p.n.e.

Jego Wielką Małżonką była Tetiszeri, ze związku z którą urodził się jego syn i następca, Sekenenre Tao.
Istnieje niewiele śladów panowania tego władcy. Są to: odcisk pieczęci z jego imieniem tronowym, znaleziony w Dra Abu al-Naga, kartusz z jego imieniem na tablicy ofiarnej z Teb, obecnie znajdującej się w muzeum w Marsylii, oraz jego wizerunek w jednym z grobowców w Deir el-Medina.

## Imię władcy
Na podstawie wzmianki w Papirusie Abbott przez lata uznawano, że imię własne króla (nomen) brzmiało Tao. W roku 2012 egiptolog Sébastien Biston-Moulin opublikował inskrypcje hieroglificzne odkryte na węgarze pochodzącym ze spichlerza świątyni Amona w Karnaku. Napis na nim wymienia tytulaturę władcy i ujawnia jego nomen: Ahmose. To samo imię nosił Ahmose I, wnuk Senachtenre, założyciel XVIII dynastii, który wypędził Hyksosów z Egiptu. Drzwi wykonane prawdopodobnie na zlecenie samego Senachtenre, zostały później wykorzystane ponownie i odkryte w fundamentach budowli przylegającej do świątyni Ptaha w Karnaku. 

## Tytulatura
| M23 · X1 | L2 · X1 |

| M23 · X1 | L2 · X1 |

| N5 | O34 · N35 · M3 | Aa1 · X1 | D36 · N35 |

| N5 | O34 · N35 · M3 | Aa1 · X1 | D36 · N35 |

| N5 | O34 · N35 · M3 | Aa1 · X1 | D36 · N35 |

| N5 | O34 · N35 · M3 | Aa1 · X1 | D36 · N35 |

| M23 · X1 | L2 · X1 |

| M23 · X1 | L2 · X1 |

| N5 | O34 · N35 · M3 | Aa1 · X1 | D36 · N35 |

| N5 | O34 · N35 · M3 | Aa1 · X1 | D36 · N35 |

| N5 | O34 · N35 · M3 | Aa1 · X1 | D36 · N35 |

| N5 | O34 · N35 · M3 | Aa1 · X1 | D36 · N35 |

| G39 | N5 |

| G39 | N5 |

| N12 | ms | s |

| N12 | ms | s |

| N12 | ms | s |

| N12 | ms | s |

| G39 | N5 |

| G39 | N5 |

| N12 | ms | s |

| N12 | ms | s |

| N12 | ms | s |

| N12 | ms | s |